# Ivan Petrović
Ivan Petrovic (en serbe Иван Петровић ; né le 11 janvier 1980 à Svetozarevo, Serbie) est un footballeur serbe qui évolue actuellement sous les couleurs du Shahin dans le championnat iranien.

## Carrière
| Saison | Club                 | Pays      | Division | Apps | Goals |
| ------ | -------------------- | --------- | -------- | ---- | ----- |
| 96/97  | FK Jagodina          | Serbie    | 2        | 0    | 0     |
| 97/98  | FK Jagodina          | Serbie    | 2        | 28   | 17    |
| 98/99  | FK Napredak Kruševac | Serbie    | 1        | 1    | 0     |
| 99/00  | FK Napredak Kruševac | Serbie    | 1        | 18   | 2     |
| 00/01  | FK Napredak Kruševac | Serbie    | 1        | 4    | 0     |
| 01/02  | FK Napredak Kruševac | Serbie    | 1        | 24   | 6     |
| 02/03  | FK Napredak Kruševac | Serbie    | 1        | 31   | 10    |
| 03/04  | FK Napredak Kruševac | Serbie    | 1        | 26   | 2     |
| 04/05  | Alemannia Aachen     | Allemagne | 2        | 4    | 0     |
| 05/06  | FK Obilić            | Serbie    | 1        | 12   | 1     |
| 06/07  | Aboomoslem Mechhad   | Iran      | 1        | 25   | 0     |
| 07/08  | Aboomoslem Mechhad   | Iran      | 1        | 31   | 7     |
| 08/09  | Persepolis           | Iran      | 1        | 27   | 1     |
| 09/10  | Shahin               | Iran      | 1        | 30   | 3     |
| 10/11  | Shahin               | Iran      | 1        | 32   | 2     |
| 11/12  | Shahin               | Iran      | 1        | 24   | 4     |